# Урядники Речі Посполитої
Урядники Речі Посполитої — група посадових осіб найвищого рангу в Речі Посполитій, які приймали рішення з ключових питань управління державою. Існувало два окремих симетричних набори посад як у власне Польщі, так і у Великому князівстві Литовському (це були дві держави з незалежною виконавчою владою), з аналогічними повноваженнями. Теоретично польські («коронні») і литовські міністри були рівні, проте велику роль грали коронні, оскільки вони знаходилися поряд з королем.

## Міністерські уряди
З 1569 року було десять посад, що володіли правом дорадчого голосу в Сенаті:
- Великий канцлер коронний та великий канцлер литовський;
- Підканцлер коронний та підканцлер литовський;
- Великий маршалок коронний та великий маршалок литовський;
- Надвірний маршалок коронний та надвірний маршалок литовський;
- Великий підскарбій коронний та великий підскарбій литовський.

У список ключових посад виконавчої влади входили також:
- Великий гетьман коронний та великий гетьман литовський;
- Польний гетьман коронний та польний гетьман литовський;
- Надвірний підскарбій коронний та надвірний підскарбій литовський.

Гетьмани, чия влада часто була величезною, не були членами Сенату. Однак, як правило, особи, що займали ці посади, вже мали сенаторські посади, такі як воєвода або каштелян. Постійними членами Сенату гетьмани стали тільки в 1768 році. У 1775  в обов'язковий склад Сенату були включені і надвірні підскарбії.
Також до складу уряду (але не до складу Сенату) входили наступні особи:
- Великий секретар коронний та великий секретар литовський;
- Референдарій коронний та референдарій литовський;
- Інстигатори коронний (королівський прокурор) і литовський;
- Великий писар коронний та великий писар литовський;
- Хранитель коронний та скарбний;
- Генерал-поштмейстер
- Маршалок Сейму Речі Посполитої;
- Великорадця краківсько-сандомирський;
- Жупник

## Сенаторські уряди
Посадовці, що мали право засідати у Сенаті Речі Посполитої. Духовні сенатори формально вважалися вищими за світських.
- Духовні сенатори — католицькі єпископи (Подано в ієрархічному порядку):

1. Архієпископ Гнезненський
2. Архієпископ Львівський
3. Єпископ Краківський
4. Єпископ Куявський
5. Єпископ Віленський
6. Єпископ Познанський
7. Єпископ Плоцький
8. Єпископ Вармійський
9. Єпископ Луцький
10. Єпископ Перемиський
11. Єпископ Жмудський
12. Єпископ Хелмінський
13. Єпископ Холмський
14. Єпископ Київський
15. Єпископ Кам'янецький
16. Єпископ Смоленський
17. Єпископ Венденський

- Світські сенатори

| Воєводи (Подано в ієрархічному порядку): 1. Краківський воєвода 2. Познанський воєвода 3. Віленський воєвода 4. Сандомирський воєвода 5. Серадзький воєвода 6. Троцький воєвода 7. Каліський воєвода 8. Ленчицький воєвода 9. Жмудський генеральний староста 10. Брест-куявський воєвода 11. Київський воєвода 12. Іновроцлавський воєвода 13. Руський воєвода 14. Волинський воєвода 15. Подільський воєвода 16. Смоленський воєвода 17. Люблінський воєвода 18. Полоцький воєвода 19. Белзький воєвода 20. Новогрудський воєвода 21. Плоцький воєвода 22. Вітебський воєвода 23. Мазовецький воєвода 24. Підляський воєвода 25. Равський воєвода 26. Брест-литовський воєвода 27. Хелмінський воєвода 28. Мстиславський воєвода 29. Мальборкський воєвода 30. Брацлавський воєвода 31. Поморський воєвода 32. Мінський воєвода 33. Інфлянтський воєвода (Венденський, Парнавський, Дерптський) 34. Чернігівський воєвода | Каштеляни (Подано в ієрархічному порядку): 1. Краківський каштелян (вище всіх воєвод) 2. Віленський каштелян (між сандомирським і серадзьким воєводами) 3. Троцький каштелян (між каліським і лещинським воєводами) 4. Познанський каштелян (нижче чернігівського воєводи) 5. Сандомирський каштелян 6. Каліський каштелян 7. Войницький каштелян 8. Гнезненський каштелян 9. Серадзький каштелян 10. Лещинський каштелян 11. Жмудський каштелян 12. Брест-куявський каштелян 13. Київський каштелян 14. Іновроцлавський каштелян 15. Львівський каштелян 16. Волинський каштелян 17. Кам'янецький каштелян 18. Смоленський каштелян 19. Люблінський каштелян 20. Полоцький каштелян 21. Белзький каштелян 22. Новогрудський каштелян 23. Плоцький каштелян 24. Вітебський каштелян 25. Черський каштелян 26. Підляський каштелян 27. Равський каштелян 28. Брест-литовський каштелян 29. Хелмінський каштелян 30. Мстиславський каштелян 31. Елблонзький каштелян 32. Брацлавський каштелян 33. Гданський каштелян 34. Мінський каштелян 35. Буський каштелян |

## Двірські уряди
- Надвірні уряди — посади пов'язані із безпосередньою обслугою монарха.

| Уряди Королівського столу     | Уряди Королівського столу    | Уряди монаршої величності     | Уряди монаршої величності     |
| Корона Королівства Польського | Велике князівство Литовське  | Корона Королівства Польського | Велике князівство Литовське   |
| ----------------------------- | ---------------------------- | ----------------------------- | ----------------------------- |
| Великий кухмістр коронний     | Великий кухмістр литовський  | Великий хорунжий коронний     | Великий хорунжий литовський   |
| Великий стольник коронний     | Великий стольник литовський  | Надвірний хорунжий коронний   | Надвірний хорунжий литовський |
| Великий підчаший коронний     | Великий підчаший литовський  | Великий мечник коронний       | Великий мечник литовський     |
| Великий крайчий коронний      | Великий крайчий литовський   | Великий конюший коронний      | Великий конюший литовський    |
| Великий підстолій коронний    | Великий підстолій литовський | Великий ловчий коронний       | Великий ловчий литовський     |
| Великий чашник коронний       | Великий чашник литовський    | Надвірний ловчий коронний     | Надвірний ловчий литовський   |

- Уряди двору — придворні посади.

| - маршалок двірський і маршалок господарський - великий коронний підкоморій і великий литовський підкоморій - ложничий - шамбелян - приватний секретар короля - королівський секретар - капелан надвірний - надвірний проповідник | - шафар - спижарний - пивничий - візничий - полковник двірських рот - капітан королівської гвардії - охмістр - охмістрини |